# Kashiwa (Chiba)
La ciudad de Kashiwa (柏市 Kashiwa-shi?) es una ciudad ubicada en la prefectura de Chiba, Japón. Su extensión es de 114,9 km² y tiene una población de 382.897 (en 2006). Fue fundado oficialmente como ciudad el 1 de septiembre de 1954 tras la fusión de varias villas y pueblos con el actual centro de la ciudad.
El centro se compone de una gran estación de trenes y de la tienda por departamentos Takashimaya. La estación es una parada entre la Línea Jōban y la Línea Tōbu Noda de la JR. Kashiwa es sede del equipo Kashiwa Reysol del fútbol profesional de la J1 League. También la ciudad es sede de uno de los cinco campus de la Universidad de Tokio.
Desde hace siglos ha sido una parada en la ruta hacia Edo (actual Tokio) y durante el período Edo esta zona fue elegida como centro mercantil. 

## Ciudades hermanadas
- Torrance,  Estados Unidos
- Chengde,  China
- Guam,  Estados Unidos
- Tsugaru,  Japón
- Tadami,  Japón
- Ayase,  Japón